# Humedal del Arroyo Solís Chico
Encontramos el humedal en el curso inferior y estuario que presenta el arroyo Solís Chico, límite entre Parque del Plata-Las Vegas y La floresta. Este humedal (bañado) se conforma en una planicie que no tiene casi pendiente, es una zona de difícil escurrimiento de las aguas por el levantamiento costero y el depósito de barras arenosas. Se ubica sobre un subsuelo impermeable (arcillas) donde se generan suelos profundos, poco aireados y mal drenados, en los cuales se produce acumulación de agua en forma permanente o casi permanente.
A consecuencia de la velocidad mínima de las aguas en la desembocadura, se produce la decantación de los materiales que acarrea el curso fluvial en su trayecto, produciéndose entonces la sedimentación. El material madre es el limo arcilloso, depositado en medio fluvial y estuárico encontrándose suelos hidromórficos (gleysoles-histosoles). Aparecen también, fluviosoles.

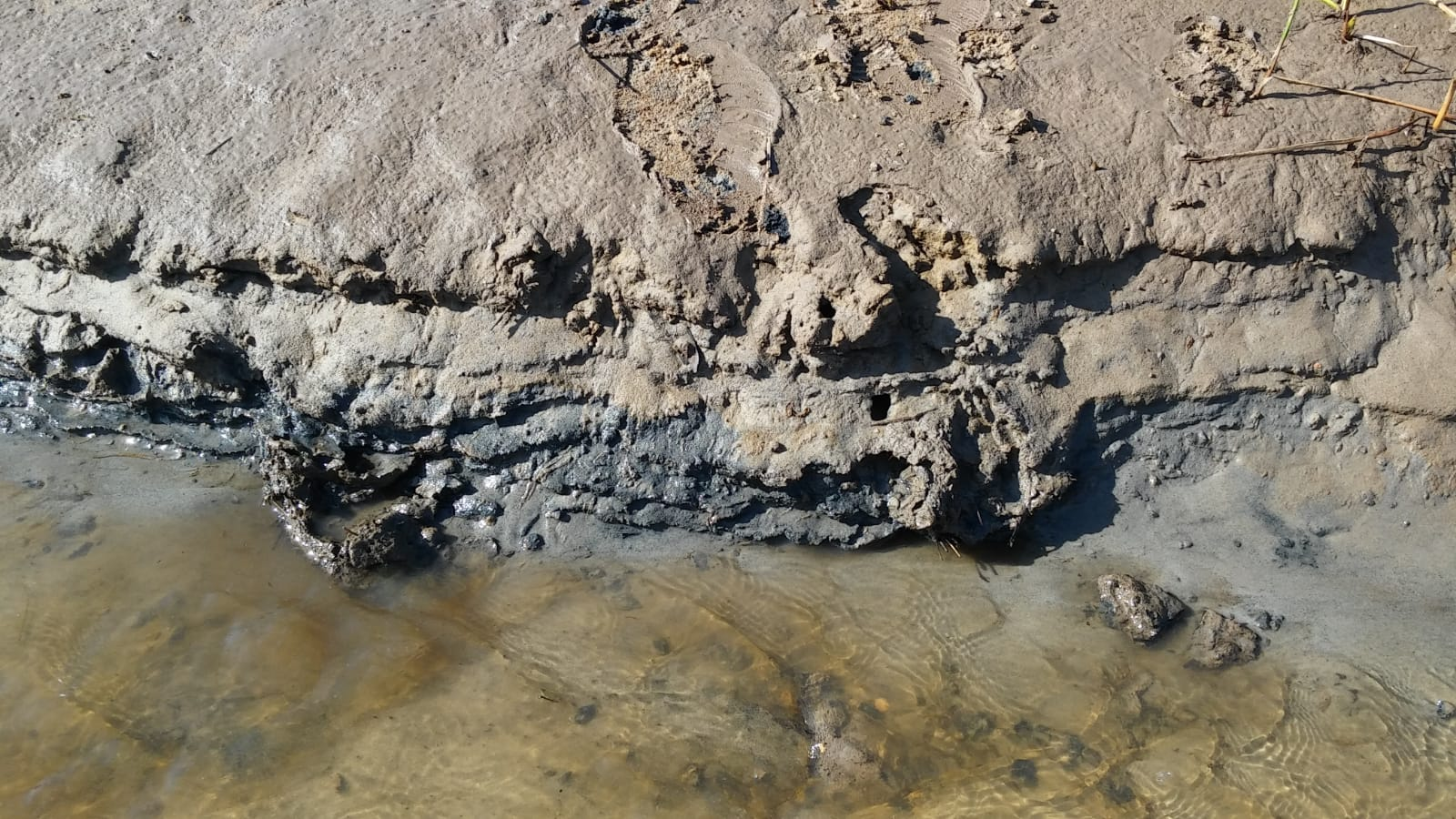
Suelos hidromórficos. Gleysoles

## Características
Se caracteriza por su escasa profundidad, y por carecer de drenaje.
Esta área fue totalmente afectada con obras de desecación efectuadas años atrás, debemos recordar que este rico ecosistema se extendía hasta la ruta interbalnearia. En la actualidad solo podemos apreciar un relito del mismo.
Algunas de las funciones más importantes de los humedales es la de amortiguar las crecientes e inundaciones actuando como "esponjas naturales", pudiendo retener grandes cantidades de agua que se evapora lentamente. Actúan también, como recarga de los acuíferos subterráneos.

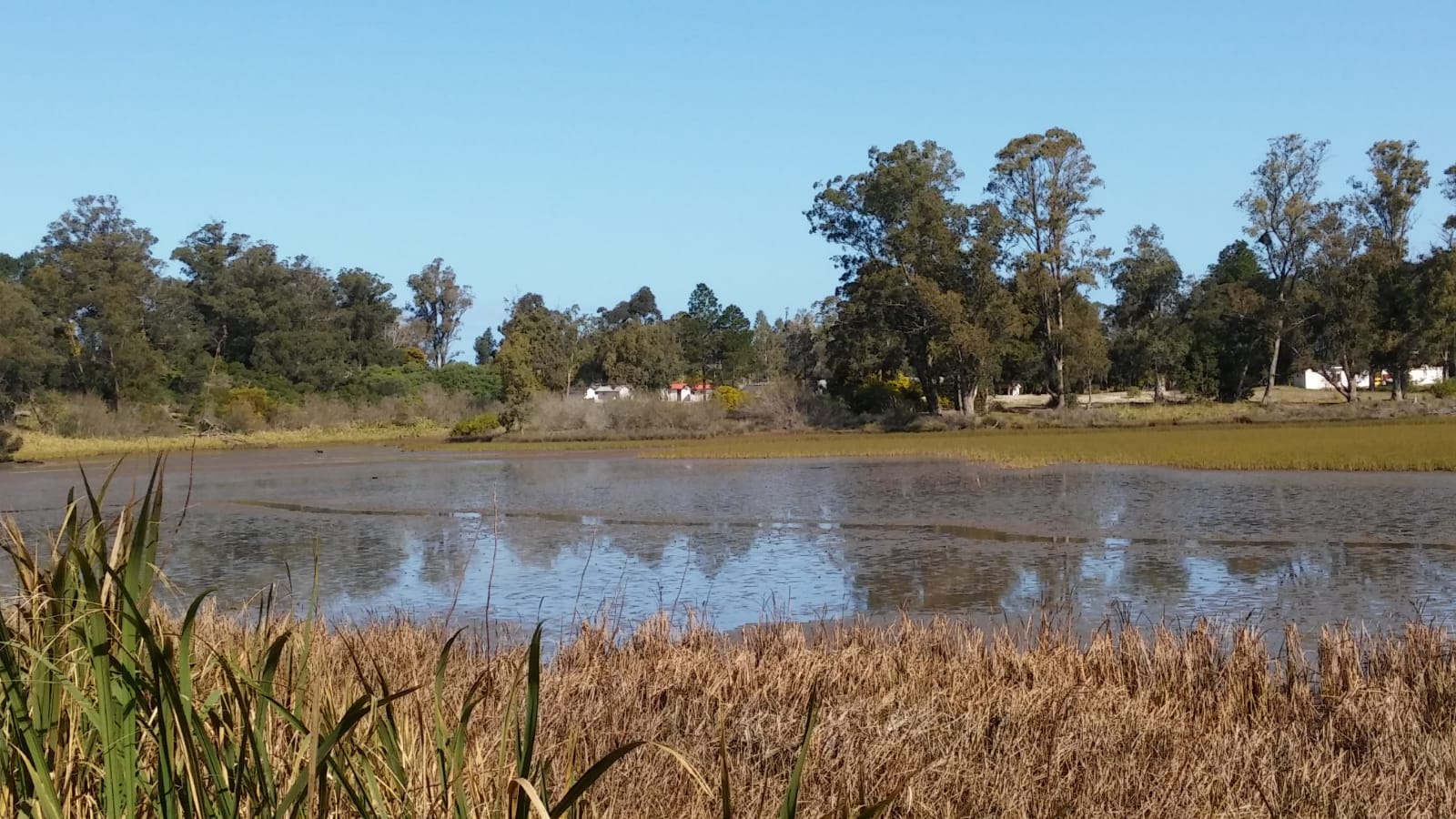
Humedal del arroyo Solís Chico. Canelones. Uruguay

## Biogeografía
Los humedales son zonas en las que el agua es el principal factor de control del medio y la vida vegetal y animal relacionados con él. Los bañados son reserva de un gran caudal de agua y distinguimos en la comunidad biológica: Plantas anfibias, enraizadas en el fondo del lodo como ser juncos, paja brava, totora, etc.. Algunas de estas plantas tienen tallos y hojas que flotan en la superficie del agua, el trébol de agua y la lagunilla. Flotando libremente podemos observar camalotes, lenteja de agua, acordeón de agua y repollito de agua.
En la fauna hallamos renacuajos, sapos, ranas, tortugas. Entre los peces se encuentran madrecitas de agua, mojarras y bagre-sapo. En el limo del fondo del bañado se encuentran organismos descomponedores.
La avifauna de este ecosistema es muy especial, ya que los humedales se caracterizan por albergar una diversidad de aves como el Chorlito, Cisnes de cuello negro, Coscoroba, Garza Blanca Chica, Macá Grande, Gaviota Cocinera, Gaviota Capucho Café, Biguá, Pato Barcino, Siete Colores, Junqueros, entre otros. Entre los mamíferos es posible ver familias de Apereá y Lobitos de Río.
Entre los crustáceos debemos hacer referencia al Uca Uruguayensis.
La protección de los humedales implica la conservación de un sistema que se alimenta de ellos y que contribuye al desarrollo humano y a una mejora de la calidad de vida. Así mismo, debemos destacar la importancia de preservar nuestro patrimonio natural y cultural, que es referente en la identidad local y da sentido de pertenencia a "nuestros lugares".
Desde lo paisajístico encierra un gran atractivo para la práctica del ecoturismo o turismo de naturaleza, siendo visitado por diversas asociaciones conservacionistas dedicadas al avistamiento de aves.

### Suelos
En el área que ocupa el humedal se puede reconocer el orden de suelos hidromórficos, ya que estos suelos se desarrollan en formas de relieve deprimidas o bajas con inundación temporal o permanente. La materia orgánica que se acumula es turbosa. Tienen muy poca circulación hídrica y mal drenaje. Dentro de este orden se ubican los Gleysoles e Histosoles.
Los suelos hidromórficos tienen características morfológicas particulares, originadas por un exceso de agua en alguna parte del perfil durante periodos variables del año.
Este exceso de agua puede deberse a una napa freática alta o a la presencia de un horizonte B muy poco permeable. La zona del perfil donde se da el mayor hidromorfismo es de colores grises, a veces con tonalidades azuladas o verdosas, debido a la presencia de compuestos ferrosos originados por las condiciones de reducción creadas por el exceso de agua. El horizonte A presenta alto contenido de materia orgánica.
En las márgenes del arroyo encontramos suelos fluviales (fluviosoles) formados sobre depósitos aluviales muy recientes, cuyo perfil prácticamente no muestra evidencias de desarrollo, ya que es el resultado de deposiciones periódicas recientes.

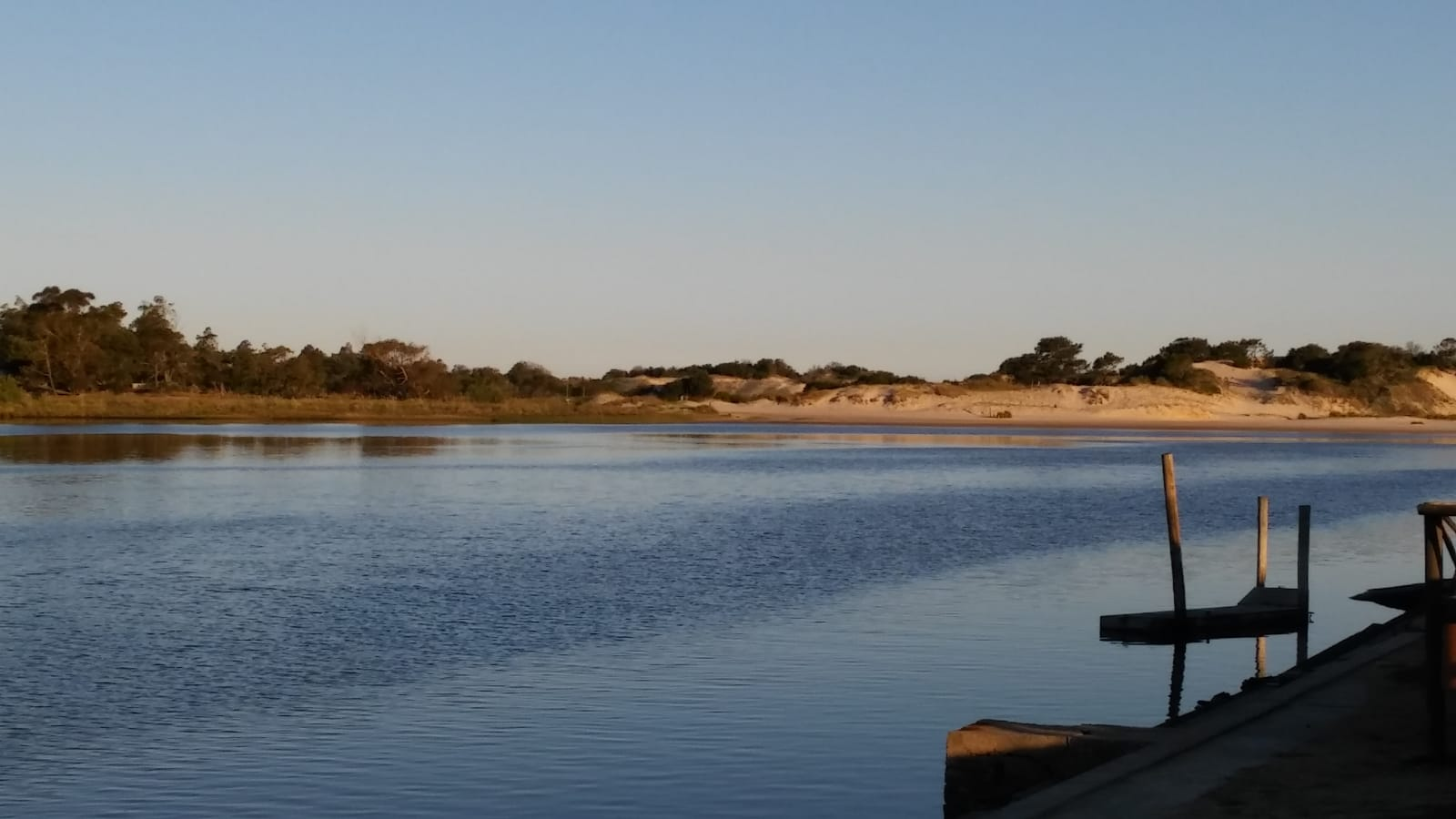
Humedal del arroyo Solís Chico. Canelones. Uruguay